# Tamboret M60

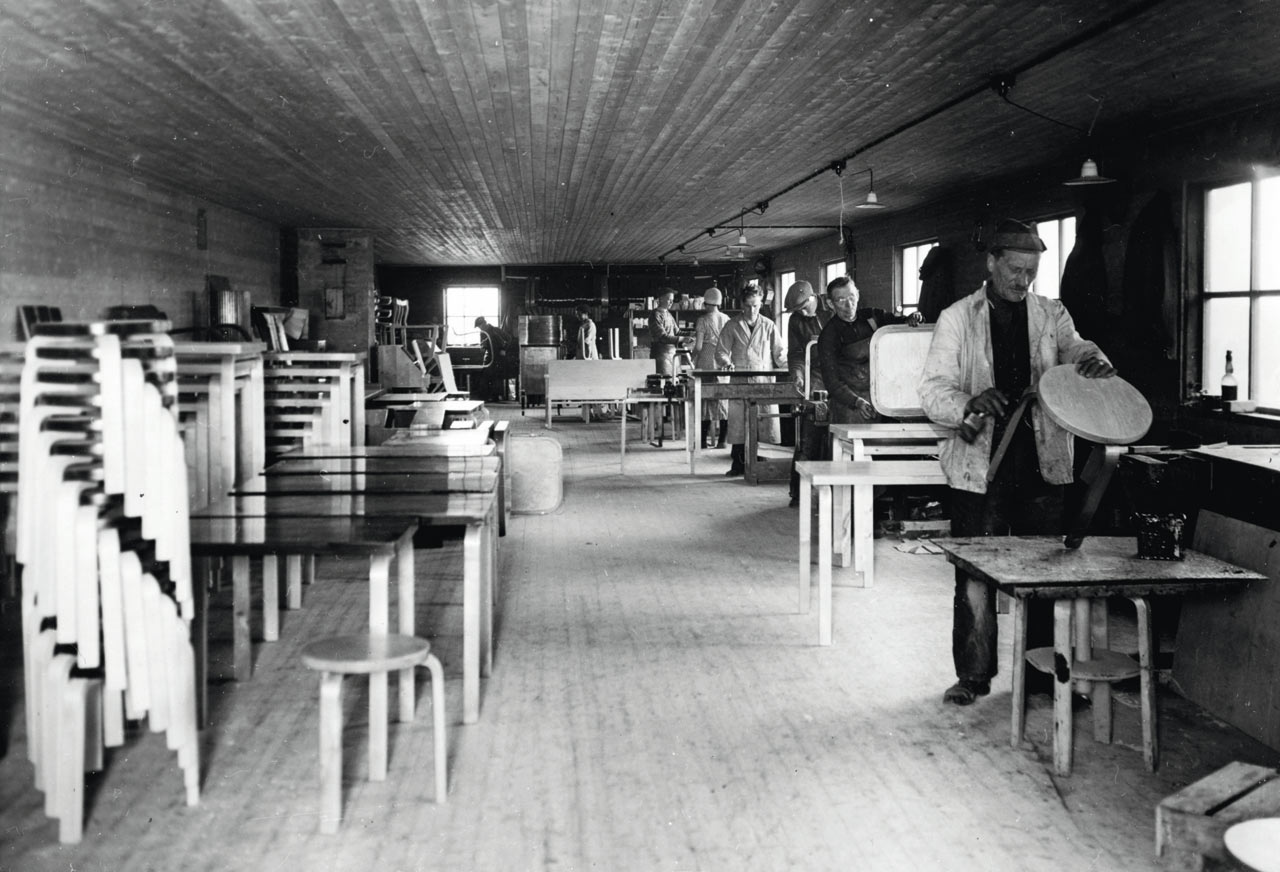
Producció del Tamboret M60 Aalto a Artek, l'any 1937

El tamboret M60, dissenyat per l'arquitecte i dissenyador finlandès Alvar Aalto l'any 1933, és una de les peces més icòniques del disseny de mobiliari modern. Alvar Aalto, conegut pel seu enfocament humanista i funcionalista del disseny, va crear el tamboret M60 amb la intenció de combinar simplicitat, funcionalitat i bellesa.
Aquest tamboret està fabricat i distribuït per l'empresa finlandesa Artek a Turku, que Aalto va cofundar el 1935 amb la seva primera dona Aino i dos companys més, la promotora d'arts visuals Maire Gullichsen i l'historiador de l'art Nils-Gustav Hahl.
Van elegir uns materials permetent la producció en massa. «Des de la seva creació el 1933, el Stool 60 d'Alvar Aalto ha influenciat profundament el disseny de mobles moderns. La forma apilable i la construcció en fusta laminada han fet d'aquest tamboret una icona de l'eficiència i l'estètica escandinava.» — The Museum of Modern Art (MoMA) de Nova York. Actualment, l'empresa continua distribuint el tamboret i altre mobiliari innovador.
Característiques

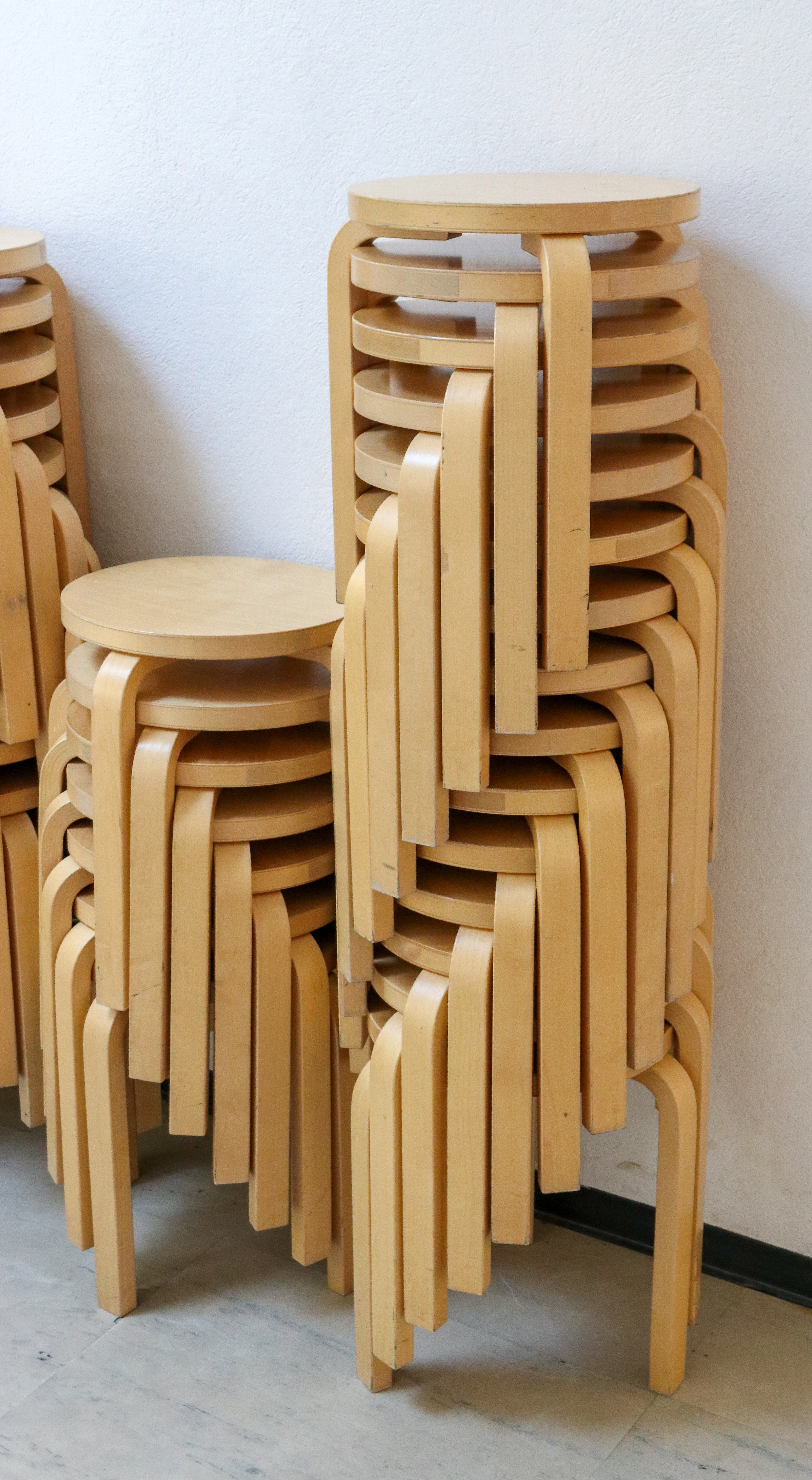
Tamboret M60 Aalvar AAlto apilable

- Forma i estructura: El tamboret M60 és conegut per la seva forma senzilla i versàtil. Té una estructura de tres potes, la qual cosa li dona estabilitat i un aspecte distintiu. La superfície del seient és circular.
- Material: Està fabricat principalment amb bedoll massís, l'arbre més comú a Finlàndia. L'elecció del bedoll, típica en els disseny de Aalto, no sols proporciona durabilitat, sinó també una estètica natural i càlida. El seient es compon de contraxapat d'aquest material, lacat o laminat en una àmplia varietat de colors i acabats.
- Potes L-formades: Una de les innovacions més destacades de Aalto va ser la creació de les potes en forma de L, que estan fetes d'una sola peça de fusta laminada i corbada. Aquest disseny va permetre una major resistència i una producció més eficient.
- Apilable: El tamboret M60 es pot posar l’un sobre l’altra formant pila o piles, la qual cosa facilita el seu emmagatzematge i el converteix en una opció pràctica per a diversos espais, des de llars fins a entorns públics com a escoles i biblioteques, ja que això permet estalviar molt d'espai. Cada peça pesa 3 kg i les seves mides són 44 cm d'alçada i 35 cm de diàmetre.

Història
Alvar Aalto va crear aquesta peça per al Sanatori de Paimio, en què va treballar entre 1929 i 1933. Aquest edifici, que als anys 60 es va convertir en un hospital general, va ser ideat en els seus inicis com a sanatori per a malalts de tuberculosi. El disseny arquitectònic de l'edifici a càrrec d'Aalto va ser àmpliament aclamat i va donar a Finlàndia un lloc rellevant al mapa de l'arquitectura moderna.
Es diu que el finlandès va comprovar la fermesa del seu tamboret llançant-lo a terra repetides vegades. Quan va comprovar que resistia, va exclamar “Algun dia en farem milers!”. Aalto va desenvolupar i patentar aquesta revolucionària estructura, que va acabar convertint-se en un element característic de molts dels seus dissenys.
El tamboret Stool 60 es va presentar oficialment al mercat internacional el 1933 a la fira Wood Only de Londres, en una revisió de mobles al novembre. Feia marxada d'una exposició antològica sobre el moble finlandès i va causar una grata sorpresa entre la crítica. "Llavors va ser una sorpresa per al públic i la premsa anglesa que un disseny tan bo vingués d'un petit i desconegut racó d'Europa anomenat Finlàndia", explica Mari Murtoniemi, conservadora educativa del Museu Alvar Aalto. "L'artista ha estat el vaixell insígnia del disseny finlandès des d'aleshores".
Així doncs, la "Stool 60" va debutar a Londres el 1933 i des de llavors s'ha venut al voltant de vuit milions d'unitats des de la seva creació. El tamboret ha estat exhibit en nombrosos museus de disseny i art en tot el món i continua sent una peça popular tant per a col·leccionistes com per a usuaris comuns. "La seva presència en col·leccions permanents subratlla la seva importància històrica i cultural." -The Design Museum Hèlsinki.
Actualitat
Gràcies al seu disseny senzill i elegant, el tamboret M60 pot usar-se com a seient, taula auxiliar, o fins i tot com a element decoratiu. La seva versatilitat ho fa adequat per a diferents contextos i estils d'interior. Encara que va ser dissenyat fa més de 80 anys, el tamboret M60 continua sent rellevant i popular avui dia. El seu disseny a temporal s'adapta bé als estils moderns i clàssics. El tamboret M60 és considerat una obra mestra del disseny modern i ha estat exhibit en nombrosos museus i exposicions de disseny en tot el món. La filosofia de disseny de Aalto, que es reflecteix en el M60, ha influït profundament en generacions de dissenyadors i arquitectes. El seu enfocament en la funcionalitat, l'estètica i l'ús de materials naturals continua sent una referència en el disseny contemporani. Avui dia, el tamboret M60 continua sent produïda per Artek, la companyia cofundada por Aalto. Aquest fet és testimoni de la durabilitat i la rellevància continua del seu disseny.